# Gießen Pointers
Der Gießen Pointers Basketball e. V. ist ein deutscher Basketballverein aus der Stadt Gießen.

## Geschichte
Die Gründung erfolgte im Januar 2018, im Mai 2018 wechselte die gesamte Basketballabteilung des VfB 1900 Gießen nach einem einstimmigen Beschluss der Mitgliederversammlung zu dem neuen Verein über. Den Schritt tätigte die VfB-Basketballabteilung, um wirtschaftliche Eigenständigkeit zu erlangen und weil man sich durch die Außenwirkung der ehemaligen VfB-Fußballabteilung in der Suche nach Geldgebern gehemmt sah. Vorsitzender des neuen Vereins wurde André Cornus. Nach einer Vereinbarung mit dem Unternehmen Adolf Roth GmbH & Co. KG im Juli 2018 nahmen fortan alle Vereinsmannschaften unter dem Namen Roth Energie Gießen Pointers am Spielbetrieb teil.

### Herrenmannschaft
Noch als VfB Gießen stieg die Mannschaft 2018 in die 1. Regionalliga auf. Anschließend gab Trainer Dejan Kostic im Sommer 2018 das Traineramt an Daniel Dörr ab. In der Sommerpause 2021 wurde die Mannschaft unter anderem mit dem langjährigen Bundesliga-Spieler Benjamin Lischka verstärkt, dennoch wurde für die Saison 2021/22 in der 1. Regionalliga zunächst der Klassenerhalt als Ziel ausgegeben. Am Ende der Spielzeit 2021/22 errangen die Mittelhessen den Meistertitel in der Südwestgruppe der 1. Regionalliga. Bester Korbschütze der Meistermannschaft war der US-Amerikaner Christopher Miller (17,4 Punkte/Spiel) vor Lischka (14,9 Punkte/Spiel) und Christoph Kenntemich (13,3 Punkte/Spiel). Ende Juni 2022 erhielten die Gießen Pointers die Teilnahmeberechtigung für die Saison 2022/23 in der 2. Bundesliga ProB. Die Mannschaft wies am Ende der Hauptrunde der Spielzeit 2022/23 einen Sieg sowie 23 Niederlagen auf und stieg als Tabellenletzter ab. Der für die Gießener spielende US-Amerikaner Jacob Ledoux stand unter den besten Korbschützen der Liga mit 22,1 Punkten je Begegnung auf dem dritten Rang. Dörr gab nach dem Abstieg das Traineramt ab, Co-Trainer Dejan Kostic wurde sein Nachfolger, er bildete ein Gespann mit Tobias Bender als Assistent. Bender löste Kostic im Sommer 2025 als hauptverantwortlicher Trainer der Mittelhessen ab.

### Saisonschlussplatzierungen
- 2018/19: 7. Platz (1. Regionalliga Südwest)
- 2019/20: 11. Platz (1. Regionalliga Südwest)
- 2020/21: 5. Platz (1. Regionalliga Südwest, Gruppe Nord, Saisonabbruch wegen der Covid-19-Pandemie)
- 2021/22: 1. Platz (1. Regionalliga Südwest)
- 2022/23: 13. Platz (2. Bundesliga ProB Nord)
- 2023/24: 2. Platz (1. Regionalliga Südwest)
- 2024/25: 5. Platz (1. Regionalliga Südwest)

#### Trainer
| Amtszeit  | Name          |
| --------- | ------------- |
| 2018–2023 | Daniel Dörr   |
| 2023–2025 | Dejan Kostic  |
| seit 2025 | Tobias Bender |